# Namie Amuro
 (juin 2024).
Si vous disposez d'ouvrages ou d'articles de référence ou si vous connaissez des sites web de qualité traitant du thème abordé ici, merci de compléter l'article en donnant les références utiles à sa vérifiabilité et en les liant à la section « Notes et références ».
En pratique : Quelles sources sont attendues ? Comment ajouter mes sources ?
Namie Amuro (en japonais : 安室奈美恵), née le 20 septembre 1977 à Naha, Préfecture d'Okinawa, Japon est une chanteuse, danseuse, actrice, modèle et entrepreneuse japonaise. Elle s'est fait connaître en tant qu'idole des adolescents à ses débuts au sein du groupe Super Monkey's et est devenue une artiste pop de premier plan en raison de sa polyvalence dans les styles musicaux et de sa présentation visuelle. De par ses réinventions tout au long de sa carrière et sa longévité, elle a acquis le statut de légende au Japon et en Asie. Elle a été surnommée la « reine de la J-pop », et son influence au niveau national a établi des comparaisons équivalentes avec des artistes telles que Janet Jackson et Madonna dans la culture pop occidentale.

## Biographie

### Enfance et début de carrière
Namie Amuro est née le 20 septembre 1977 à l'hôpital de la Croix-Rouge d'Okinawa à Naha, dans la Préfecture d'Okinawa. Elle est l'une des quatre enfants d'Emiko Taira. Par sa mère, Namie Amuro est un quart occidentale. À ses débuts, Namie chantait des titres d'eurobeat avec un groupe d'idoles, les Super Monkey's. Ce style musical venu d'Europe était très en vogue à l' époque, ce qui mènera à ce que le label Toshiba-EMI propage la rumeur qu'elle soit un quart italienne mais cette rumeur sera démentie par Emiko Taira, la mère de Namie à travers son ouvrage autobiographique, Promise to my daughter Namie Amuro, dans lequel elle affirmera ne pas savoir quelles étaient les origines de son père biologique.Ayant divorcé alors que Namie n'avait que 4 ans, Emiko a élevé ses enfants uniquement à Okinawa, elle a travaillé comme employée d'une école maternelle et hôtesse de bar pour subvenir aux besoins de sa famille. Bien que Namie n'ait aucune ambition de devenir chanteuse, elle a été découverte à l'âge de 12 ans, alors qu'elle rendait visite à un ami. Un an plus tard, Namie a été repérée par Masayuki Makino, le propriétaire de d'Okinawa Actors School, et finalement elle y a été inscrite. En 1991, Masayuki l'a placée dans un groupe d'idoles nommé Super Monkey's, avec quatre autres filles : Anna Makino, Hisako Arakaki, Minako Ameku et Nanako Takushi. Le sixième membre, Rino Nakasone, a rejoint le groupe un an plus tard. Le 16 septembre 1992, Super Monkey's sort son premier single, Koi no Cute Beat / Mister U.S.A. Cependant, Anna Makino a quitté le groupe à la fin de cette année. En 1993, les membres restants de Super Monkey's ont déménagé à Tokyo.
Super Monkey's n'a pas obtenu beaucoup de succès et le groupe a subi des changements constants de composition. En 1994, le groupe a changé son nom pour Namie Amuro with Super Monkey's pour refléter la popularité croissante de Namie en tant qu'actrice et mannequin à venir. À part les activités musicales du groupe, Namie a joué de petits rôles dans des séries télévisées japonaises et de petits films. Super Monkey's a connu un grand succès avec son single Try Me ~Watashi wo Shinjite~, produit par le producteur italien d'eurobeat Dave Rodgers et l'homme d'affaires japonais Max Matsuura. Sortie le 25 janvier 1995, la chanson a atteint la huitième place du classement des Singles Oricon et est restée dans le top 200 pendant 25 semaines. Malgré le succès initial en tant que groupe, les quatre autres membres des Super Monkey's ont formé leur propre sous-groupe, MAX, sous le label japonais Avex Trax. En conséquence, Namie a sorti deux autres singles solo sous Toshiba-EMI avant de passer elle-même à Avex Trax.
Après avoir signé avec Avex Trax en 1995, la maison de disques correspondante Avex Group a engagé le musicien japonais Tetsuya Komuro pour travailler avec Namie sur son prochain album. Namie a fait ses débuts en solo avec Avex, en sortant le single Body Feels Exit le 25 octobre 1995. Il est devenu un énorme succès au Japon, atteignant la troisième place du classement Oricon Singles Chart et vendu à plus de 882 000 unités. au Japon. Le deuxième single de Namie avec Tetsuya, Chase the Chance, est devenu son premier single numéro un sur l'Oricon Singles Chart et son premier single à vendre plus d'un million d'unités au Japon. Pour le succès de Namie avec ces singles, elle a remporté le Golden Arrow Award en 1995.

### 1996-1998:Sweet 19 Blues,Concentration 20, grossesse, mariage, percée,181920et maternité

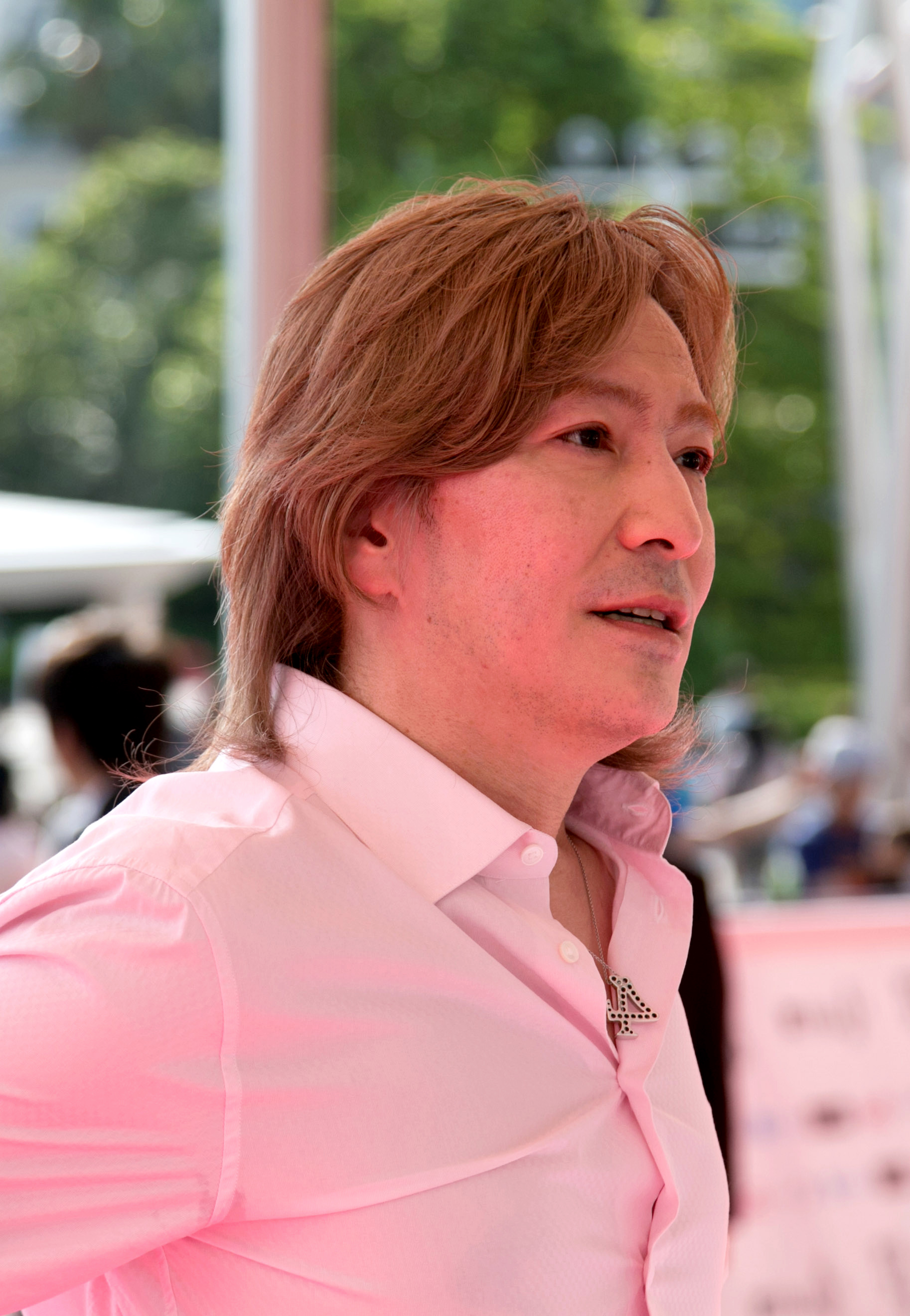
Le musicien japonais Tetsuya Komuro a produit les quatre premiers albums studio de Namie Amuro.

Après une brève interruption, Namie sort deux autres singles en 1996 : Don't Wanna Cry et You're My Sunshine. Les deux singles ont connu du succès au Japon, lui apportant les deuxième et troisième singles consécutifs numéro un, et les deux y ont vendu plus d'un million d'unités. Namie Amuro a obtenu un énorme succès après la sortie de son premier album studio solo, Sweet 19 Blues. Sorti le 22 juillet, il a atteint la première place du classement des albums Oricon au Japon et s'est vendu à plus de 3,6 millions d'unités. Elle a sorti le dernier single de l'album, Sweet 19 Blues, le 21 août 1996 ; il a connu le succès en atteignant la deuxième place du classement Oricon Singles Chart et a vendu plus de 400 000 unités au Japon. Le 27 novembre 1996, elle commence à travailler sur son deuxième album studio solo avec Tetsuya et sort son premier single A Walk in the Park. Cela a donné à Namie son quatrième single numéro un sur les classements des singles Oricon, et son quatrième single à y vendre plus d'un million d'unités. Fin 1996, elle a reçu le Grand Prix pour sa chanson Don't Wanna Cry, la plus haute distinction aux Japan Record Award, faisant d'elle la plus jeune artiste à avoir remporté ce prix. Le 19 février 1997, elle sort son single Can You Celebrate?, qui devient son cinquième single numéro un. Le single est devenu un énorme succès au Japon, y vendant finalement 2 750 000 unités, ce qui en fait le single le plus vendu par une artiste solo féminine au Japon. Après avoir sorti son sixième single numéro un consécutif How to Be a Girl le 21 mai 1997, Namie a sorti son deuxième album Concentration 20 en juillet de cette année. Il est devenu son troisième album numéro un au Japon et y a vendu plus de 1,9 million d'unités. Pour une promotion supplémentaire, elle a entrepris sa tournée Concentration 20 Dome au Japon, qui a obtenu un succès commercial. Au début d'août 1997, les ventes totales des disques de Namie ont atteint 20 millions d'unités au Japon. Lors d'une conférence de presse le 22 octobre de la même année, Namie a confirmé son mariage avec le musicien japonais et membre du groupe TRF Masaharu "Sam" Maruyama. Lors de la conférence, elle a annoncé qu'elle était enceinte de trois mois de leur premier enfant. À la fin de l'année, elle remporte à nouveau le Grand Prix des Japan Record Award pour Can You Celebrate? et a fait sa dernière apparition dans l'émission musicale annuelle de la télévision japonaise 48ème Kōhaku Uta Gassen avant de commencer sa pause d'un an dans l'industrie musicale. Elle a légalement changé son nom en Namie Maruyama, mais a continué à utiliser son nom de jeune fille comme nom professionnel.

### 1999-2001: Luttes personnelles,Genius 2000etBreak the Rules
Travaillant sur l'album Genius 2000 avec Tetsuya et le producteur américain Dallas Austin, après avoir sorti son premier single I Have Never Seen en 1998, Namie a sorti son deuxième single Respect the Power of Love le 17 mars 1999. Le même jour, les médias de la ville natale de Namie, Okinawa, ont rapporté que sa mère, Emiko Taira, avait été assassinée. Selon les rédacteurs du Japan Times, Emiko et son deuxième mari, Tatsunobu Taira, ont été frappés par une hache appartenant à Kenji Taira, le frère de l'ex-mari d'Emiko. Alors que son deuxième mari a survécu avec des blessures modérées, Emiko a été transportée à l'hôpital et déclarée morte après midi le 17 mars. Kenji a ensuite été retrouvé mort dans sa voiture, après avoir consommé de l'insecticide. Après avoir entendu la nouvelle, Namie a reporté toutes les activités promotionnelles et est retournée à Okinawa afin d'identifier le corps de sa mère. Une semaine plus tard, le single a fait ses débuts au numéro deux du classements des Singles Oricon, battu par le single Dango 3 Kyodai. Un troisième single, Toi et Moi, a été utilisé pour le film d'animation japonais Pokémon : Le Film 2000. Les deux singles ont connu du succès, vendant respectivement plus de 400 000 et 200 000 unités dans cette région. Namie a fait ses débuts en single avec Dallas sur Something 'bout the Kiss, sorti le 1er septembre 1999. 

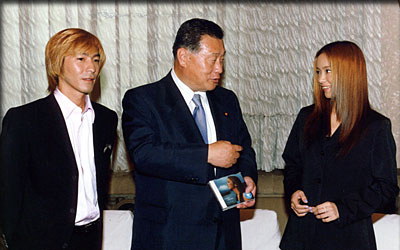
Tetsuya Komuro et Namie Amuro présentent le CD single de Never End au Premier ministre Yoshiro Mori au bureau du Premier ministre le 11 juillet 2000

Le cinquième album studio de Namie, Break the Rules, est sorti le 20 décembre 2000 et est son dernier album complet produit avec Tetsuya. C'est devenu son premier album studio à manquer la première place, atteignant la deuxième place du classement des albums Oricon. Les ventes de Namie ont commencé à décliner à partir de cette sortie, l'album n'ayant vendu que 335 000 unités au Japon. Pour promouvoir l'album studio, Namie a fait une tournée au Japon en mars 2001 et a terminé en mai de la même année. En août, elle a sorti le single Say the Word; c'était son premier single auquel elle contribuait à l'écriture de chansons. C'était son premier single à sortir après son départ avec Tetsuya, jusqu'à des années plus tard, et a été publié dans une partie de son prochain album des plus grands succès. Depuis, elle a commencé à produire ses propres activités. Cependant, en décembre, elle a travaillé avec Tetsuya pour la dernière fois sur Lovin' It, un single sorti dans le cadre du projet caritatif Song+Nation d'Avex. Le single mettait en vedette le rappeur japonais Verbal du groupe de musique M-Flo.

## Talent artistique
Namie Amuro a une gamme vocale mezzo-soprano. Au début de sa carrière de chanteuse, elle était connue pour ses capacités vocales limitées et critiquée pour cela, sachant qu'elle s'appuyait sur la production pour combler ces défauts. Par exemple, ses deux premiers albums studio, Sweet 19 Blues et Concentration 20, ont été examinés par Ted Mills sur AllMusic qui a qualifié sa voix de très « limitée » et chantant parfois « plus haut qu'elle ne peut le faire ». En 2000, la langue anglaise a commencé à se mélanger fortement au japonais dans sa musique, en commençant par Genius 2000. Sur plusieurs morceaux, Namie enregistrait sa voix en japonais (et également en anglais), tandis que des choristes fournissaient des traductions en anglais et mariaient les deux ensemble. À partir de l'album Play, la chanteuse commencerait à enregistrer des morceaux avec moins de synthés et de rythmes électroniques, notamment avec le morceau de l'album Baby Don't Cry. Selon Mills, il a estimé que la chanson se concentrait davantage sur sa voix que sur la production. Adam Greenberg du site AllMusic souligne la grande gamme vocale couverte par l'album Best Fiction, soulignant au passage l'endurance de l'ex idole.Ses trois derniers albums studio, Uncontrolled, Feel et Genic, contiennent plusieurs morceaux complets en anglais et, bien qu'ils aient reçu des remarques positives pour leur expérimentation, elle a été fréquemment critiquée pour ses livraisons considérées comme peu compréhensibles dans la plupart des chansons.
Tout au long de sa carrière, Namie a couvert un large éventail de styles et de genres musicaux. Sa musique des années 1990 a été influencée par l'eurobeat et la montée de la musique J-pop. De plus, elle identifie Madonna et Janet Jackson comme ses inspirations, malgré les comparaisons constantes avec le son et les images par les critiques et les publications. Sweet 19 Blues est resté fidèle aux éléments de J-pop, mais elle a commencé à expérimenter des genres occidentaux tels que le R&B, la jungle, l'acid house, la house et le jazz. Depuis Genius 2000, elle a travaillé avec le producteur américain Dallas Austin, résultant en un disque hip hop entièrement adapté avec des éléments de J-pop. Elle a poursuivi ce son avec Style, un autre disque produit par Dallas, et finalement avec Queen of Hip-Pop. La transition de Namie de la J-pop au R&B « plus mature et transatlantique » a été notée par les critiques, et le titre susmentionné « Reine du Hip-Pop » a été utilisé par les médias japonais pour l'identifier (le terme « Hip-Pop » est la combinaison de Namie entre hip-hop et pop).
En 2007, Namie a sorti Play, qui a été présentée comme l'une de ses réinventions clés de toute sa carrière. Sur le plan sonore, le disque s'appuyait sur des éléments R&B et hip hop, mais commençait à impliquer de la musique dance-pop contemporaine. Dans une certaine mesure, Tills d'AllMusic a comparé cet effort aux œuvres de Jennifer Lopez et En Vogue. Uncontrolled a vu encore une autre transition avec son son, quittant le R&B et se concentrant sur la musique de danse électronique. De plus, il s'agit de sa première expérimentation avec des morceaux complets en anglais. Contrairement à ses disques précédents, Uncontrolled s'est aventuré avec des producteurs occidentaux pour diriger l'album, notamment les sœurs Nervo, Henrik Nordenback, Christian Fast et Peter Mansson. Cette tendance s'est également étendue à son album suivant Feel, où elle a travaillé avec des artistes tels que Hook n Sling, Dsign Music et Zedd. Son dernier album studio, Genic, était son premier disque non géré par des producteurs japonais, et son deuxième disque à inclure presque toutes les pistes entièrement en anglais (après son album de 2013 Feel).

## Héritage

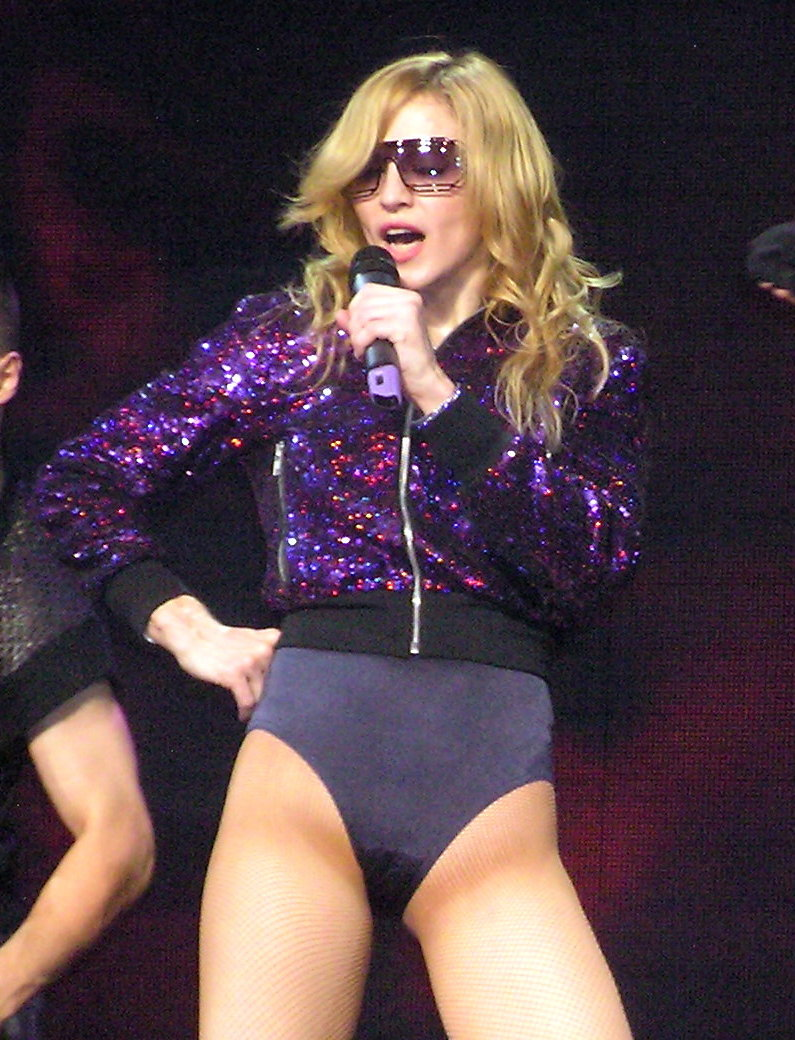
L'ascension soudaine de Namie Amuro vers la gloire a été comparée à l'artiste américaine Madonna, d'où son surnom de « la Madonna japonaise ».

Depuis ses débuts, Namie Amuro est classée parmi les chanteuses les plus en vue et les plus réussies du Japon. Dans un article d'opinion publié par The Japan Times, l'écrivain Ian Martin a présenté la chanteuse aux côtés des superlatifs Yumi Matsutoya, Hikaru Utada, Seiko Matsuda et Hibari Misora comme les principales figures féminines de l'histoire de la musique japonaise. Bien que Martin ait identifié Hikaru comme l'un des « seuls contemporains » à avoir brisé la société occidentale, il a estimé que Namie était son « prédécesseur le plus immédiat », basé uniquement sur le fait que « [Namie] représentait une période où la pop japonaise apprenait à se voir elle-même. comme quelque chose qui pourrait rivaliser avec la musique occidentale dont elle s'inspire de nombreux éléments. De plus, la carrière de Namie a été constamment comparée à celle de Matsuda, qui ont tous deux grandi dans la routine des idoles et ont depuis lors atteint une résilience commerciale ; l'auteur musical Motti Regev considérait les musiciens comme faisant partie de « l'âge d'or de la J-Pop », avant que les disques ne déclinent en raison de la montée du marché numérique au milieu des années 2000. En raison de sa longévité et des nombreuses réinventions musicales et visuelles, de nombreuses publications l'ont qualifiée de « reine de J-pop » et d'équivalent japonais des chanteuses américaines Janet Jackson et Madonna.
Avec son ascension soudaine vers la célébrité, Namie Amuro a été considérée par les journalistes et les commentateurs comme une pionnière au Japon et dans toute l'Asie. Elle est finalement devenue la figure la plus éminente des magazines de mode et de la presse générale pour avoir changé l'image typique des idoles japonaises et les styles des femmes au Japon, en faveur de "se teindre les cheveux en brun, s'épiler les sourcils... à semelles épaisses/des bottes longues, une minijupe, une peau bronzée et des tatouages". Cela a fait d'elle une icône de la mode et a créé une base de fans phénomène connue sous le nom d'Amuraa dans les années 1990, avec de nombreuses jeunes filles et femmes admirant sa mode, sa coiffure et son maquillage. De plus, son style a été remarqué pour avoir ouvert la voie aux tendances de la mode kogal au Japon, ainsi qu'à la sous-culture gyaru. L'anthropologue Hiroshi Aoyagi a déclaré en 2003 que Namie avait changé la culture stéréotypée des idoles. L'écrivain Marwan Kraidy a décrit Namie en 2005 comme faisant partie de « la puissance culturelle croissante du Japon » envers le monde. Nichi-Bei Josei Jānaru, écrivant pour le US-Japan Women's Journal , pensait que le succès de Sweet 19 Blues était la raison pour laquelle de nombreuses personnes l'ont imitée comme modèle entre 1996 et 1997.

## Post-carrière: disparition de la vie publique
Elle annonce la fin à sa carrière en 2017, peu de temps après son concert 25th Anniversary Live in Okinawa et disparaît de la vie publique  en 2018. En 2023, toutes ses chansons sont retirées des services de streaming : Apple Music, vers lequel elles avaient été redirigées en 2018, de spotify ; de plus, son site youtube est fermé. Selon son entourage professionnel, la raison serait une révision des conditions contractuelles .

## Discographie

### Albums studio
- chez Toshiba-EMI

1. 16 octobre 1995 : Dance Tracks Vol.1

- chez Avex Trax

1. 22 juillet 1996 : Sweet 19 Blues
2. 24 juillet 1997 : Concentration 20
3. 26 janvier 2000 : Genius 2000
4. 20 décembre 2000 : Break the Rules
5. 10 décembre 2003 : Style
6. 13 juillet 2005 : Queen of Hip-Pop
7. 27 juin 2007 : Play
8. 16 décembre 2009 : Past < Future
9. 27 juin 2012 : Uncontrolled

- chez Dimension Point

1. 10 juillet 2013 : Feel
2. 10 juin 2015 : genic

### Compilations
- chez Toshiba-EMI

1. 20/09/96 : Original Tracks Vol.1 (par "Namie Amuro with Super Monkey's")

- chez Avex Trax

1. 28/01/1998 : 181920
2. 13/03/2002 : Love Enhanced - Single Collection
3. 30/07/2008 : Best Fiction
4. 27/04/2011 : Checkmate! (New Collaboration Album)

- chez Dimension Point

1. 04/06/2014 : Ballada
2. 08/11/2017 : Finally

### Collaborations

#### Singles
- 10/06/1996 : Issun Momo Kintarô (一寸桃金太郎?), par Sister Rabbits (シスターラビッツ?)
- 01/01/1997 : You are the one, par TK Presents
- 27/12/2001 : Lovin' It, par Song+Nation
- 18/12/2002 : Good Life / Just Say So, par Suite Chic
- 05/02/2003 : Uh Uh,,,,,, / Baby Be Mine, par Suite Chic
- 31/03/2010 : Fake, par AI
- 16/09/2015 : Revolution, par Crystal Kay feat. Namie Amuro

##### Chansons
- 20/05/2008 : Black Diamond, par Double (sur l'album The Best Collaborations)

##### Albums
- 26/02/2003 : When Pop Hits the Fan, par Suite Chic
- 26/03/2003 : When Pop Hits the Lab, par Suite Chic

## Filmographie
- 1993 Ichigo hakusho (いちご白書, série télévisée)
- 1994 Toki wo kakeru shōjo (時をかける少女) (adaptation du roman la Traversée du temps)
- 1994 Ponkikies (émission TV pour enfants)
- 1995 Station (ステイション, série télévisée)
- 1995 Watashi, Mikata desu (série télévisée)
- 1996 That's cunning! (film)
- 2011 Watashi ga Renai Dekinai Riyuu (私が恋愛できない理由), apparition dans l'épisode 9 (série télévisée)

## Jeu vidéo
- 1997 : Digital Dance Mix Vol.1 Namie Amuro sur Sega Saturn